# Rybnik
Rybnik (in slesiano Rybńik) è una città polacca del voivodato della Slesia. Ricopre una superficie di 148 km² e nel 2006 contava 138 990 abitanti.

## Geografia fisica
A 290 km a sud dalla capitale Varsavia, vicino al confine con la Repubblica Ceca, Rybnik è al centro di un'area metropolitana di più di 600 000 abitanti.

## Luoghi di interesse
A Rybnik c'è lo Stadion Miejski in cui si allena la squadra dell'Energetyk ROW Rybnik.

## Amministrazione

### Gemellaggi
Rybnik è gemellata con le seguenti città:
- Haderslev
- Lievin, dal 2000
- Mazamet, dal 1993
- Saint-Vallier, dal 1961
- Bedburg-Hau
- Dorsten, dal 1994
- Eurasburg
- Larissa, dal 2003
- Vilnius, dal 2000
- Newtownabbey, dal 2003
- Karviná
- Ivano-Frankivs'k, dal 2001
- Szolnok